# Thurn Antal Kázmér
Vallesassinai gróf Thurn Antal Kázmér (Csehország, ?  – Bécs, 1734. december 25.) megyéspüspök.

## Életútja
Keresztély Ágost győri püspök 1718. július 12-én nevezte ki győri kanonoknak és soproni főesperesnek, a káptalan augusztusban iktatta be. 1720-tól Szentkeresztről nevezett boroszlói prépost, utóbb bulcsi apát. 1728. február 27-én belgrád-szendrői felszentelt püspök és 1732. május 26-tól gróf Nesselrode Ferenc Vilmos pécsi püspök segédpüspöke volt. 1733. március 2-án megerősített pécsi püspök, július 18-án vette át az egyházmegye kormányzását. Már 1734-ben elhunyt.